# جورج ييتس (عسكري أمريكي)
جورج ييتس (بالإنجليزية: George Yates)‏ هو عسكري أمريكي، ولد في 26 فبراير 1843 في ألباني في الولايات المتحدة، وتوفي في 25 يونيو 1876 في مونتانا في الولايات المتحدة بسبب قتل في المعركة.